# كايل ويلسون (لاعب كرة قدم)
كايل ويلسون (بالإنجليزية: Kyle Wilson)‏ (و. 1987  م) هو لاعب كرة قدم أمريكية، من الولايات المتحدة، ولد في بيسكاتاواي، يلعب كظهير خلفي ‏.

## التعليم
تعلم في Piscataway High School ‏.